# Илькив, Стефания Емельяновна
Стефания Емельяновна Илькив (укр. Степанія Омелянівна Ільків; 1929 — 2007) — колхозница, бригадир тракторной бригады колхоза «Заря» Галичского района Ивано-Франковской области, Украинская ССР. Герой Социалистического Труда (1973). Депутат Верховного Совета УССР 7 — 9 созывов.

## Биография
Родилась в 1929 году в крестьянской семье в одном из сёл, позже вошедших в состав Галичского района Ивано-Франковской области. Получила среднее образование. Начала свою трудовую деятельность с 1944 года в хозяйстве своих родителей.
В 1949 году вступила в колхоз «Победа» Жовтневого района Станиславской области. Работала рядовой колхозницей. После окончания училища механизации сельского хозяйства работала трактористкой в колхозе «Победа» Жовтневого района.
С 1953 года — трактористка, помощник бригадира тракторной бригады колхоза «Заря» Галичского района Ивано-Франковской области.
В 1969 году вступила в КПСС.
В 1973 году была удостоена звания Героя Социалистического Труда за выдающиеся трудовые достижения.
С 1975 года — бригадир тракторной бригады колхоза «Ленинским путём» Галицкого района Ивано-Франковского района.
Избиралась депутатом Верховного Совета УССР 7 — 9 созывов.

## Награды
- медаль «Серп и Молот» (08.12.1973)
- два ордена Ленина (08.04.1971; 08.12.1971)
- два ордена Трудового Красного Знамени (26.02.1958; 23.06.1966)
- медали